# Minoritenkloster Löwenberg

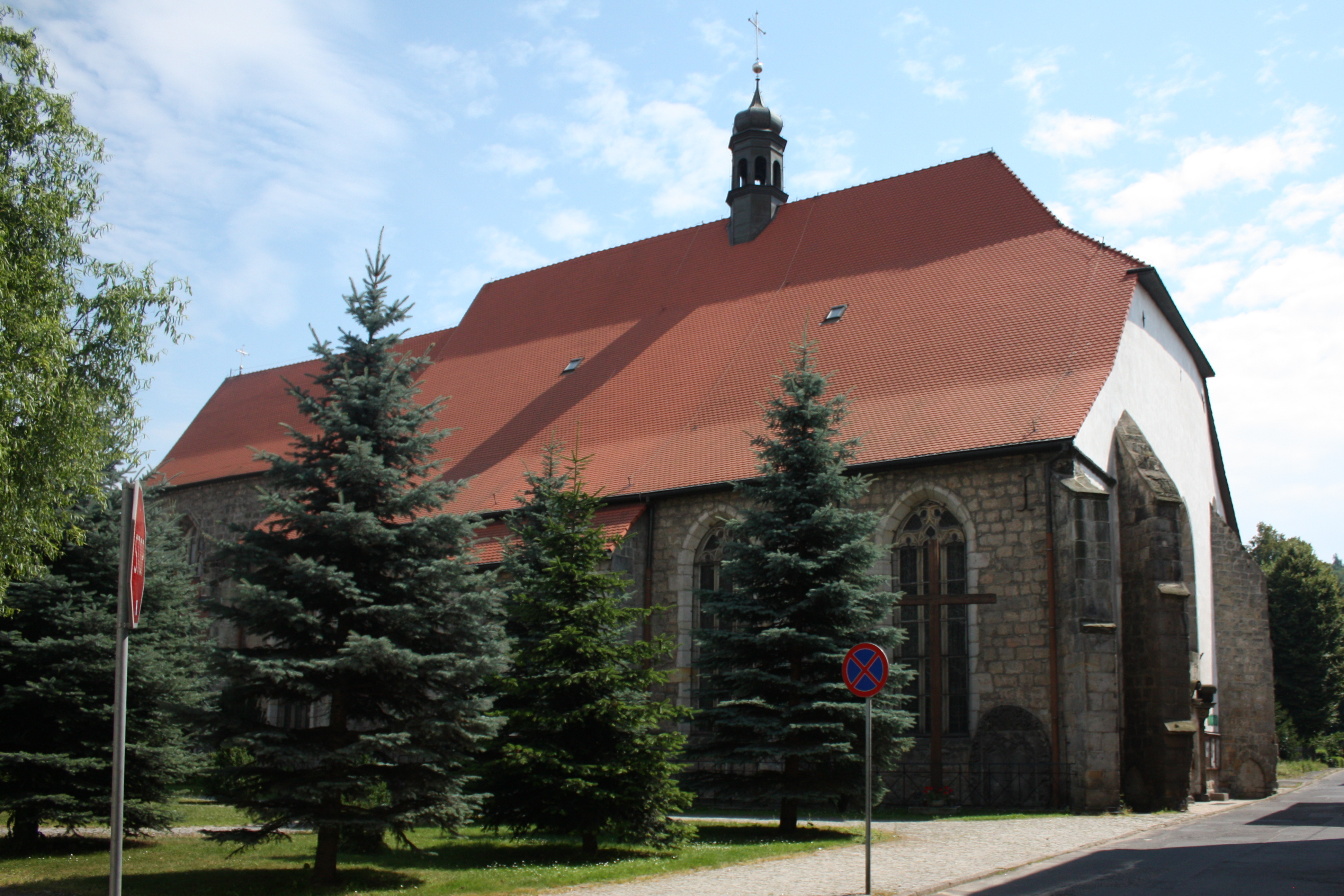
Ehemalige Klosterkirche der Minoriten in Löwenberg

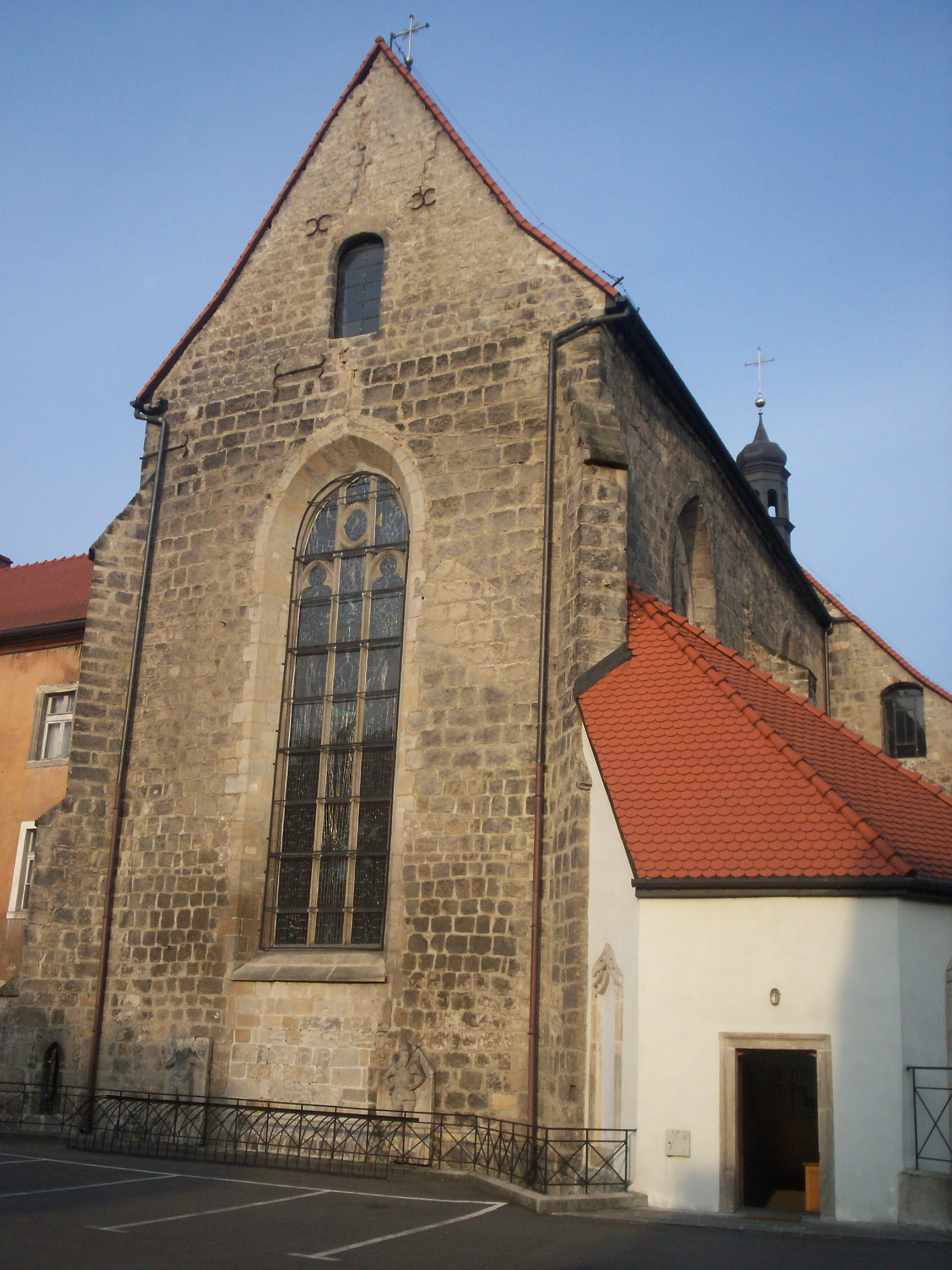
Ostseite des Chors

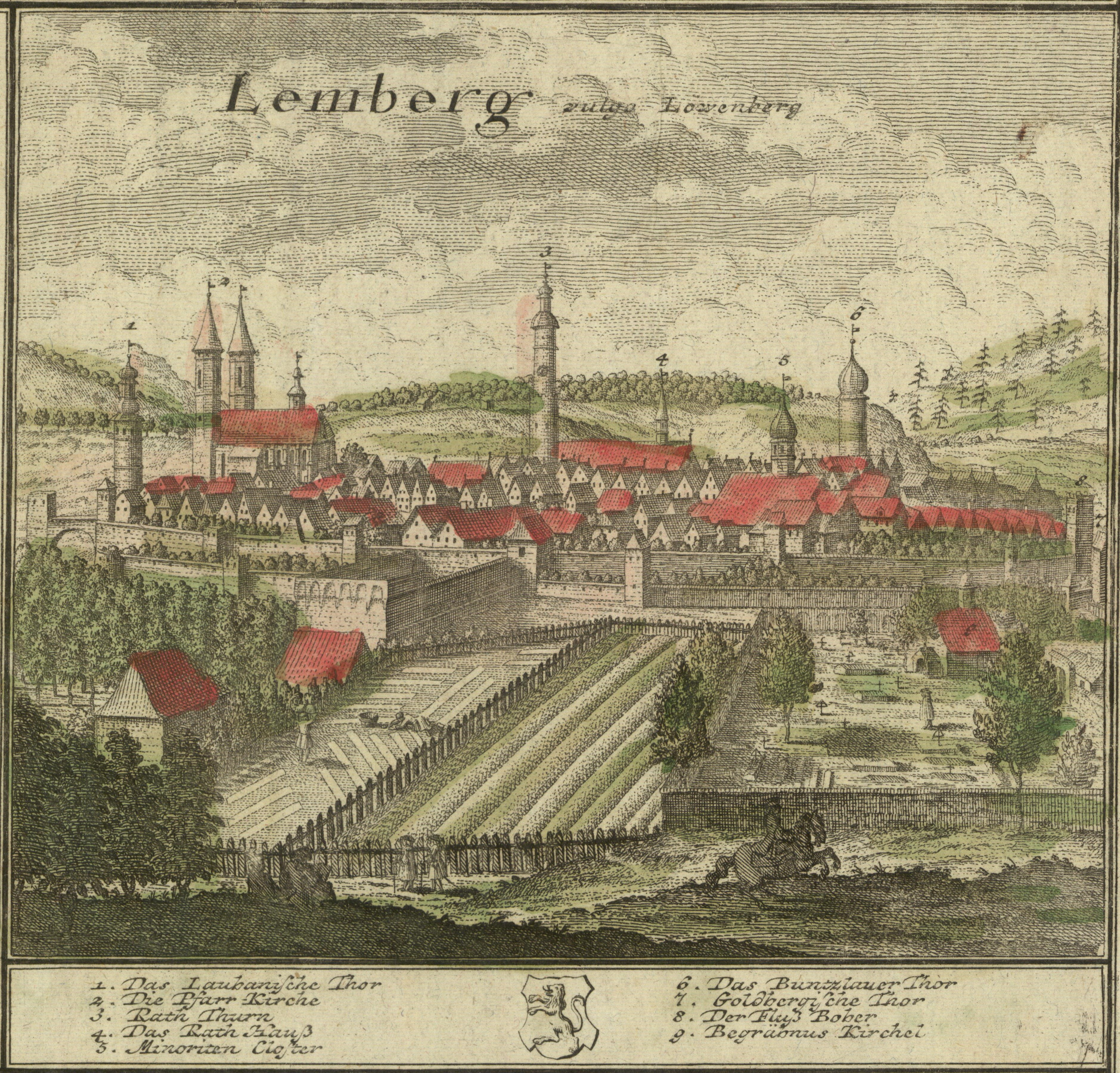
Löwenberg, um 1735, die Klosterkirche hat die Nr. 5 (aus Werner, Scenographia Urbium Silesiae. Tab. VIII.)

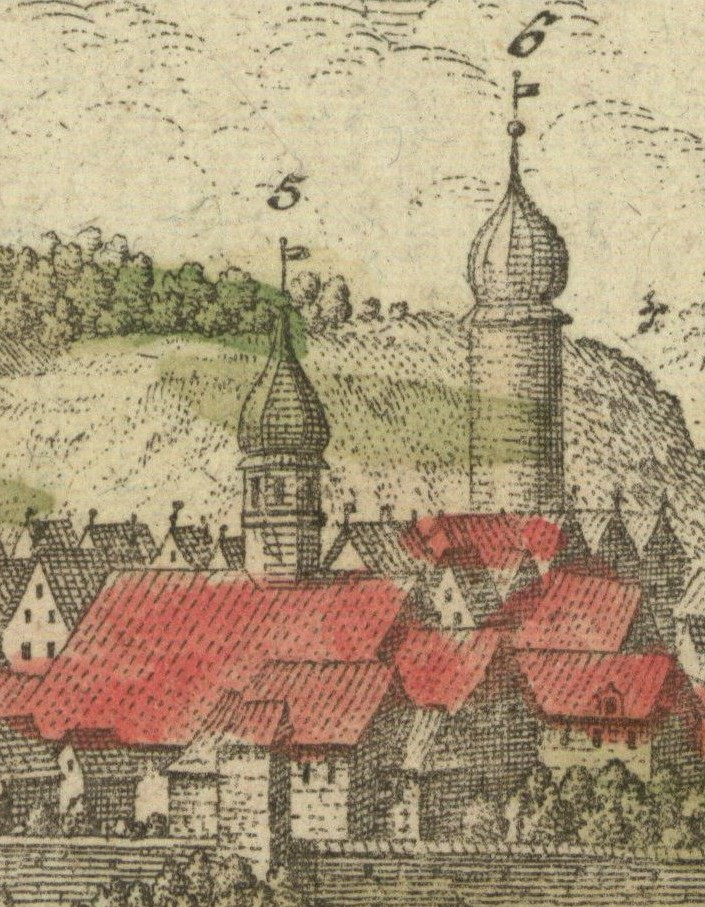
Ehemalige Klosterkirche, um 1735 (aus Werner, Scenographia Urbium Silesiae. Tab. VIII.)

Das Minoritenkloster Löwenberg war ein Kloster in Löwenberg im damaligen Herzogtum Jauer in Schlesien, seit 1945 Lwówek Śląski in der Woiwodschaft Niederschlesien (Polen). Das Kloster soll 1248 vom damaligen Herzog Heinrich III. von Schlesien-Breslau gegründet worden sein. Bis zur Auflösung infolge der Reformation wurde es von Brüdern des 1209 in Italien gegründeten Franziskanerordens (Ordenskürzel OFM, ‚Ordo fratrum minorum‘) bewohnt, die es 1543 der Stadt Löwenberg übergaben. 1648 wurde es von franziskanischen Minoriten oder Konventualen (OFMConv, ‚Ordo fratrum minorum Conventualium‘) aus Böhmen wiederbesiedelt. 1810 wurde es aufgehoben.

## Lage
Löwenberg liegt rd. 100 km westlich von Breslau am Bober. Klosterkirche und Klostergebäude haben sich stark verändert erhalten. Sie lagen ursprünglich innerhalb, aber nahe bei der Stadtmauer, wie es bei im 13. Jahrhundert gegründeten Klöstern der Bettelorden häufig der Fall war. Heute liegen sie in der Straße Skolna im südlichen Teil der Altstadt von Löwenberg. Die Klosterkirche hatte das Patrozinium der hl. Maria.

## Geschichte
Nach der Überlieferung soll Herzog Heinrich III. (1248–1266) das Kloster um/nach 1248 östlich seiner Burg erbaut haben. Allerdings ist die Gründung durch Heinrich III. urkundlich nicht belegt. Eduard Mühle gibt als Stifter einen Kastellan Heinrich Lange an, ebenfalls ohne Beleg. Ein erster urkundlicher Beleg für die Existenz des Klosters stammt von 1264; damals war die Klosterkirche noch im Bau. Andere Quellen sprechen von einer erstmaligen urkundlichen Erwähnung im Jahr 1285.

### Kirchen- und ordensrechtliche Stellung
Das Kloster lag im Bistum Breslau und gehörte ursprünglich in der Organisationshierarchie des Franziskanerordens zur Kustodie Bautzen (lateinisch Custodia Budensis) der Böhmischen Franziskanerprovinz (Bohemia), die 1239 von der Sächsischen Franziskanerprovinz (Saxonia) abgetrennt worden war. 1269/74 wurden die Kustodien Breslau und Bautzen (letztere umbenannt in Kustodie Goldberg, seit 1945 Złotoryja) auf Beschluss des Generalkapitels in Lyon wieder zur Sächsischen Ordensprovinz transferiert. Ein erster Versuch (im Jahre 1262), die Kustodie Bautzen an die Sächsische Provinz anzuschließen, war am Widerstand der Böhmischen Provinz gescheitert und 1266 rückgängig gemacht worden.
Die Konflikte um die Provinzzugehörigkeit der Konvente im Grenzgebiet zwischen Schlesien, Polen (Piasten) und Böhmen (Přemysliden), die vor allem die Kustodien Goldberg, Breslau und teilweise auch Preußen der Saxonia betrafen, konnten das ganze Mittelalter hindurch nicht wirklich gelöst werden.

### Klosterbau
1264 waren die aus Stein errichteten Klostergebäude im Bau. Nach Sutorius versprach der damalige Päpstliche Legat für Böhmen und Mähren, Bischof Anselm von Ermland, allen denjenigen einen 100-tägigen Ablass, welche die Franziskaner bei ihrem Klosterbau unterstützten. Die Klosterkirche soll nach Heyne 82½ Ellen (Prager Elle rd. 60 cm, demnach knapp 50 Meter lang) lang, 39 Ellen breit und 39 Ellen hoch gewesen sein.

### Konflikt mit Domkapitel und Bischof von Breslau
1285 beschwerte sich das Breslauer Domkapitel auf dem Generalkapitel zu Mailand über die Sächsische Franziskanerprovinz. Bischof Thomas II. hatte den Breslauer Herzog Heinrich IV. mit dem Interdikt belegt. Gewisse Personen des Ordens, und zwar aus den Konventen Breslau, Neisse, Brieg, Schweidnitz, Goldberg, Löwenberg, Sagan und Namslau hätten sich jedoch gegen den Bischof gestellt und hielten zum Herzog. Das Domkapitel bat das Generalkapitel, diesem Gebaren ein Ende zu setzen. Bischof Thomas II. beschwerte sich im selben Jahr auch direkt beim Generalminister über diese Konvente.

### Klosterbesitz
Das Kloster hatte nach Lucius Teichmann „keine besonderen Besitzungen und Einkünfte“. Nach Johannes Heyne gehörten dem Kloster jedoch ein „ansehnlicher Garten“, einige milde Stiftungen, etwas Ackerbau und eine Wiese. 1377 vermachte Katharina Rön in ihrem Testament den Franziskanern eine 1⁄2 Mark für Wein zum Gottesdienst. 1424 ist eine „Badestube bei den Barfüßern in Löwenberg“ verbürgt. Sie gehörte aber dem Rat der Stadt, der sie an einen Bürger der Stadt vergeben hatte. 1481 stritt sich der namentlich nicht genannte Guardian des Löwenberger Konvents vor dem Rat der Stadt um drei Mark jährlichen Zinses, die ein Georg Sauer dem Kloster zu zahlen hatte, dies aber verweigerte. Der Rat entschied aufgrund eines alten Schöppenbriefes, dass Sauer bezahlen müsse.
Im Juli 1430 beschädigte ein Unwetter die Klosterkirche. 1455 wurde der Kirchturm vom Blitz getroffen und brannte aus. Die Schäden wurden anscheinend rasch wieder ausgebessert.

### Anschluss an die Martinianer
1453 kam Johannes von Capestran auch nach Löwenberg und predigte dort. Er versuchte, die Brüder für die Observanzbewegung im Franziskanerorden zu gewinnen. Es ist überliefert, dass er alle Brettspiele verbrennen ließ. Aber letztlich hatte er keinen Erfolg, das Kloster für die Observanzbewegung zu gewinnen.
Im Gegenteil war 1498 die Klosterdisziplin so stark gesunken, dass sich ein Bruder Vinzenz ein Haus in der Stadt kaufte und sich als Arzt und Apotheker betätigte. Der Provinzial der Sächsischen Franziskanerprovinz, Ludwig Hennig, beendete dieses Treiben durch sein Einschreiten. Um 1500 ist durch die Nennung des Lektors Franciscus Henrici ein Hausstudium im Konvent in Löwenberg belegt, in dem der Ordensnachwuchs eine erste Ausbildung erhielt.
1518 wurde die Sächsische Ordensprovinz der Franziskaner durch Beschluss des Generalkapitels in Lyon in zwei Provinzen geteilt, nicht geographisch, sondern danach, ob sie der strengeren Observanz (regularis observantia) angehörten oder die weniger strengen Martinianischen Konstitutionen beachteten. Der Konvent in Löwenberg wurde in die neugeschaffene Ordensprovinz der Saxonia S. Johannis Baptistae (Sächsische Provinz vom hl. Johannes dem Täufer, Martinianer) eingegliedert. Die observanten Klöster bildeten die Saxonia S. Crucis (Sächsische Provinz vom Heiligen Kreuz). Im selben Jahr (1518) wurde Benedikt von Löwenberg zum neuen Provinzialminister der Saxonia S. Johannis Baptistae gewählt. 1523 wurde die Kustodie Goldberg aufgelöst. Das Löwenberger Kloster wurde in die neugeschaffene Kustodie Görlitz transferiert.

### Vorläufiges Ende während der Reformation
Die Reformation fand um 1525 mit dem Prediger Jakob Fürer sogar Anhänger im Löwenberger Konvent. Er musste allerdings das Kloster verlassen. In dieser Zeit nahm die Spendenfreudigkeit der Bevölkerung stark ab, und das Kloster verlor seine wirtschaftliche Grundlage. Immer mehr Brüder verließen den Konvent. Nach Heyne soll 1532 auch noch ein Brand das Kloster beschädigt haben. Die wenigen verbliebenen Brüder übergaben 1543 ihr Kloster der Stadt. Der vertriebene Jakob Fürer wurde 1543 vom inzwischen protestantisch gewordenen Magistrat zum Prediger in der Klosterkirche berufen. Mit der Erlaubnis des Breslauer Bischofs Balthasar von Promnitz nutzte die Stadt die Klostergebäude als Schule und Hospital, allerdings unter der Maßgabe, dass die Gebäude zurückgegeben werden müssten, sollte der Orden in die Stadt zurückkehren. Während des Dreißigjährigen Krieges wurden die Gebäude durch einquartierte Soldaten schwer geschädigt. 1644 soll das Gewölbe im Kirchenschiff eingestürzt sein.

### Wiederbesiedlung
Nach Lucius Teichmann kamen 1648 böhmische Minoriten (Konventualen), ein Orden, der nach der Teilung des Franziskanerordens durch Papst Leo X. entstanden war, nach Löwenberg und erhielten auf kaiserlichen Befehl die Klostergebäude zurück. Nach Sutorius hingegen kamen schon während des Dreißigjährigen Krieges einige Minoriten nach Löwenberg, verließen die Stadt aber jeweils wieder, wenn protestantische Truppen die Stadt besetzt hatten. Schon vor 1644 kehrte wieder ein Minoritenbruder nach Löwenberg zurück; er starb 1650. Dann kamen erst 1652 wieder Minoriten nach Löwenberg.
Von der Kirchenausstattung war nur ein einziger zinnener Kelch übrig geblieben. Um 1700 waren die Ordensbrüder besonders in der Seelsorge tätig. So verwalteten sie eine Zeitlang die Pfarrei in Löwenberg sowie die Pfarreien der umliegenden Gemeinden Kesselsdorf und Radmannsdorf. Um diese Zeit wurde mit Hilfe eines Grafen von Schaffgotsch auch die Klosterkirche neu erbaut. Er ließ außerdem eine Kapelle mit Gruft an die Kirche anbauen. Die Klosterkirche wird 1741 als „neu aus Quadersteinen gebaut“ beschrieben. Das Kloster hatte damals nur geringen Besitz: einen Acker, eine Wiese und etwas Kapitalvermögen. Die Einnahmen reichten aus, um 17 bis 18 Brüder zu ernähren. 1734 hatte das Provinzkapitel 14 Mitglieder (11 Patres, drei Laienbrüder) als Maximum für den Löwenberger Konvent festgesetzt.

### Preußische Zeit
Mit dem Einmarsch von Friedrich II. in Schlesien und dem Frieden von Berlin kam Schlesien 1742 an Preußen. Friedrich II. drängte daraufhin auf die Loslösung der schlesischen Klöster sämtlicher Orden von den jeweiligen Mutterprovinzen in Österreich, Böhmen und Mähren. 1754 bildete der Ordensgeneral aus den sieben Minoritenklöstern der böhmischen Ordensprovinz und den drei Klöstern der mährischen Ordensprovinz, allesamt nun in Preußisch-Schlesien gelegen, eine neue schlesische Minoritenprovinz, die „Provinz vom hl. Johannes von Nepomuk und der hl. Hedwig“. 1751 hatte der Konvent 15 Mitglieder.

### Das Ende des Klosters
Mit dem Säkularisationsedikt König Friedrich Wilhelms III. vom 30. Oktober 1810 wurden alle Minoritenklöster Schlesiens und damit auch das Minoritenkloster Löwenberg vom preußischen Staat eingezogen; ähnlich wurde mit den Klöstern anderer Orden verfahren. Damit wurde auch die Ordensprovinz zur Hl. Hedwig aufgelöst. Bei der Aufhebung zählte der Konvent noch fünf Mitglieder: den Guardian, drei weitere Priester und einen Laienbruder. Der Wert des Grundvermögens wurde mit 1220 Reichstalern, das Gesamtvermögen nach Abzug der Passiva mit 6905 Reichstalern taxiert. Die Klosterkirche wurde danach als Feuerwehrdepot genutzt, die Klostergebäude in eine Schule umgewidmet. Die Klosterkirche ist heute (wieder) katholische Pfarrkirche mit dem Patrozinium Franz von Assisi.

### Guardiane und andere Klosterämter
Der Guardian wurde vom Provinzkapitel ernannt. Die Amtszeit betrug in der Regel drei Jahre, eine Wiederernennung war möglich. Die geklammerten Zahlen in der Tabelle sind lediglich Jahre, in denen die Person erwähnt wurde, nicht der Zeitpunkt der Ernennung (oder die Dauer der Amtszeit). Der Stellvertreter des Guardians war der Vikar. In kleineren Klöstern war der Präses der Vorsteher.
| Amtszeit          | Guardian                           | Sonstige Klosterämter und Anmerkungen |
| ----------------- | ---------------------------------- | --- |
| (1471)            | Vinzenz                            | |
| (1498)            | ?Vinzenz Eysak                     | unsicher |
| um 1500           | ?                                  | Franciscus Henrici, Lesemeister |
| (1510)            | ?Vinzenz Eysak                     | unsicher |
| (1525)            | Benedictus, Benedikt von Löwenberg | Er war von 1507 bis 1515 Kustos der Kustodie Breslau und von 1518 bis 1521 Provinzialminister der Saxonia S. Johannis Baptistae.                                                                           |
| (1543)            | Michael Reinstein                  | Reinstein übergab das Kloster der Stadt (Nach Sutorius war 1543 Benediktus der Guardian; die verbliebenen weiteren Angehörigen des Konvents waren Caßper der Ältere, Nikol Wagner und Andreas Behem.)      |
| 1670              | Horatius Hirsch                    | |
| 1736              | Aemilianus Burchard                | |
| (1741)            | Mathias Kollnberger                | Er war auch kommissarischer Generalminister, ehemaliger Provinzialminister |
| (1758)            | Candidus Wunder                    | Kommissarischer General; Praeses des Konvents: Arnoldus Rost, Sekretarius: Bonifacius Gröger |
| (1764)            | Vulgentius/Fulgentius Laube        | er war 1769 Guardian in Neumarkt, 1777 bis 1779 Guardian in Breslau, und von 1780 bis 1782 Provinzial der schlesischen Minoritenprovinz                                                                    |
| (1769)            | Damasius Maywald                   | Prediger: Apolonius Lorenz und Cajetanus Hesse |
| (1778)            | Reinerus Sartori                   | (Sartori war auch Guardian in Oppeln) Hofkaplan: Pontianus Depper, Prediger: Gerardus Krumholtz |
| (1779)            | Reinerus Sartori                   | Hofkaplan: Pontianus Depper, Prediger: Angelus Gruege |
| (1780) bis (1782) | Reinerus Sartori                   | Hofkaplan: Gerardus Krumholz/Krumholtz, Prediger: Angelus Gruege/Kruege/Groeger |
| (1789)            | Reimarus Sartori                   | Vikar: Horatius Thierse, Beichtväter: Ponticenus Töpper, Cajus Beyer und Gerhardus Krummholz, Beichtvater und Hofkaplan: Cajetanus Hesse, Prediger: Ernst Flegeli, Almosensammler: Frater Josaphat Schmidt |